# Медни (остров)
Остров Медни (на руски: остров Медный) е източния, втори по големина остров от групата на Командорските острови, разположен между Берингово море на север и Тихия океан на юг. Административно влиза в състава на Камчатски край на Русия. Островът има удължена форма от северозапад на югоизток на протежение от 56 km и ширина до 5 – 7 km. Площ 186 km2. Максимална височина 631 m, в крайната му северозападна част. Покрит е с тундрова растителност, но се срещат и малки горички от планинска върба (ива), офика и каменна бреза. Край бреговете му има изобилие от водорасли, основно морско зеле, а по бреговете му гнездят множество видове птици и са леговища на морски бозайници.
Остров Медни е открит на 23 юни 1742 г. от руския мореплавател лейтенант Алексей Чириков при завръщането си от плаването му до бреговете на Северна Америка

## Топографска карта
- N-58, М 1:1 000 000[2]